# Žižkův dub (Lomnice)
Žižkův dub patří k nejstarším listnatým stromům v Lomnických lesích, v současné době je dožívajícím torzem. Kdysi bývaly v okolí Blanska velké duby. Místní podmínky jim vyhovovaly a staré bukovo-dubové porosty pokrývaly široké okolí. Stromy ale padly za oběť místním železárnám. Podle starých letopisů byly již téměř všechny statné duby a buky pokáceny před rokem 1732.

## Základní údaje
- název: Žižkův dub, Lomnický dub
- výška 18 m[2]
- výška kmene: 6 m[1]
- obvod: 520 cm (max. průměr 190 cm)[1], 550 cm[2]
- obvod u paty kmene: 775 cm (max. průměr 240 cm)[1]
- věk: 800 let (podle pověsti), 500-600 let[2]
- památný strom ČR: ?
- nominován do ankety Strom roku 2007
- souřadnice: 49°24'1.48"N 16°25'47.25"E

Dub roste na vrchu v Zámeckém lese nad potokem Besének na vrchu Ledňov.

## Stav stromu a údržba
Torzo kmene je zhruba 6 metrů vysoké, polovina suchá, částečně bez kůry. Z živé části stromu vyrůstá jedna silnější větev (která nahradila původní kmen a korunu) a níž několik mladších. Dub není uveden v registru památných stromů, zřejmě nebyl vyhlášen jako památný z důvodu špatného zdravotního stavu. Sanace stromu je z tohoto důvodu nepravděpodobná, nicméně pro další existenci bezpodmínečná (hrozí rozvalení).

## Historie a pověsti
Podle pověsti datované do roku 1420 byl v dutině dubu prý upálen prchající lomnický kněz husitskými vzbouřenci. Lidé se domnívali, že je strom 800 let starý, což mu v kombinaci s pověstí vyneslo přízvisko Žižkův. V dutině skutečně bývaly stopy požáru, ale ty byly údajně novějšího data.

## Památné a významné stromy v okolí
- Klen v Lomnici
- Bohunčina lípa
- Červený buk v zámecké zahradě
- Lomnická lípa (vyhořela 24. září 2003)